# Kristian Lagerström
Kristian Lagerström är en svensk låtskrivare.

## Biografi
Kristian Lagerström skrev vinnarbidraget i Melodifestivalen 2010 This is My Life tillsammans med Bobby Ljunggren. Det framfördes av Anna Bergendahl. Lagerströms och Henrik Wikströms bidrag Lullaby med Brandur kom på plats 7 i delfinalen i Göteborg i Melodifestivalen 2008.
Lagerström skrev Sveriges officiella OS-låt till OS i Peking, Raise The Banner, som framfördes av The Poodles. Den toppade singellistan. Kristian Lagerström skrev även Sveriges officiella OS-låt till OS i Vancouver 2010, The Heat Is On, som framfördes av Jill Johnson. Tidigare hade han tillsammans med Jonas Lengstrand skrivit julsången I Wanna Wish You All A Merry Christmas till Jill Johnson. Han har även skrivit en julsång till Sanna Nielsen, Shirley Clamp, och Sonja Aldén, Another Winter Night. Den skrev han tillsammans med Niklas Edberger och Henrik Wikström. Till Nielsen har han även skrivit Nobody Without You som blev hans första låt på Svensktoppen.

## Låtar av Lagerström

### Melodifestivalen
- 2008 – Lullaby med Brandur (skriven tillsammans med Henrik Wikström).
- 2010 – This Is My Life med Anna Bergendahl (skriven tillsammans med Bobby Ljunggren).
- 2012 – Stormande hav med Timoteij (skriven tillsammans med Johan Fjellström, Stina Engelbrecht och Jens Engelbrecht).
- 2018 – Break That Chain med Felicia Olsson (skriven tillsammans med Joy Deb, Bobby Ljunggren och Henrik Wikström).
- 2022 – La Stella med Tenori (skriven tillsammans med Sarah Börjesson Wassberg, Bobby Ljunggren, Dan Sundquist och Marcos Ubeda).